# Burggrafenburg (Nürnberg)

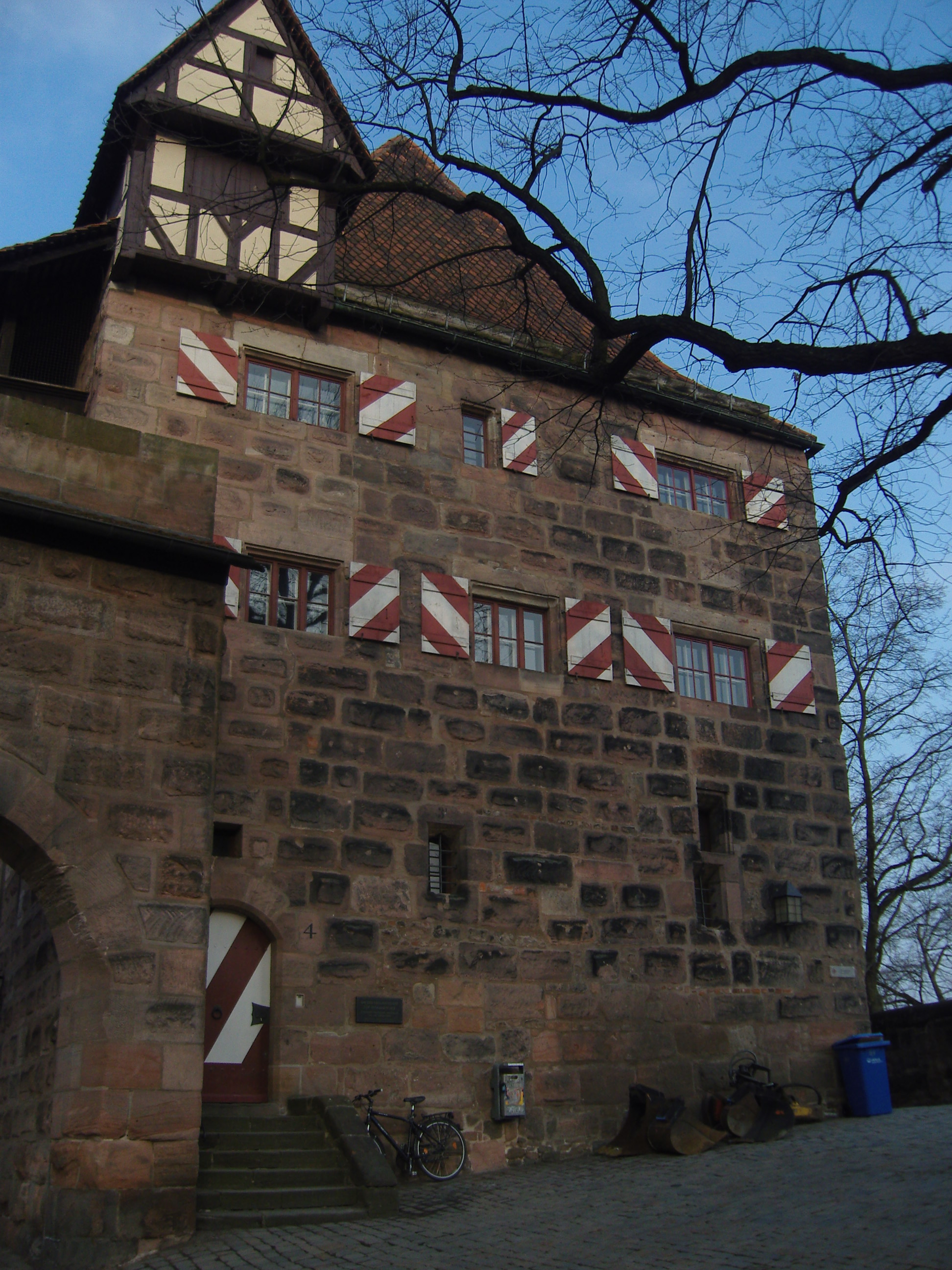
Das Burgamtmannshaus, einer der wenigen Überreste der Burggrafenburg

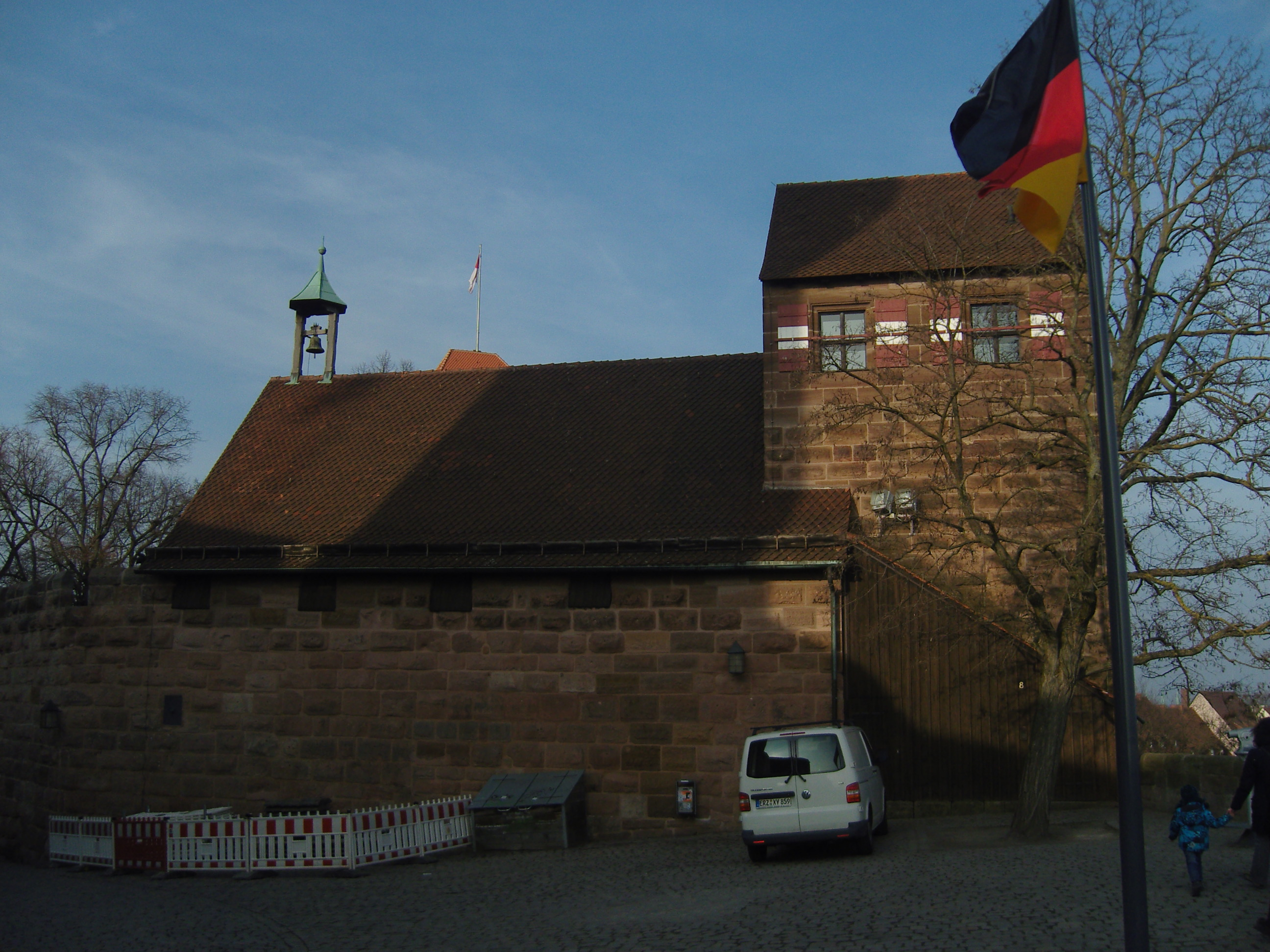
Die Walburgiskapelle, ebenfalls einer der Überreste der Burganlage

Die Nürnberger Burggrafenburg war ein ursprünglich autarkes Burgareal, das sich heute im östlichen Bereich der Nürnberger Burg befindet. Es handelt sich dabei um den ältesten Teil der salischen Nürnberger Burg. Bis zur Mitte des 13. Jahrhunderts hatte die Burganlage den Verwaltungssitz der Burggrafschaft Nürnberg gebildet, wurde in dieser Funktion dann aber von der Cadolzburg abgelöst.

## Geschichte
Die Burggrafenburg war vermutlich auf dem Standort eines Vorgängerbaus errichtet worden, dem einige Zeit nach 1050 erwähnten castrum. Zunächst war sie den Herren von Raabs vom Kaiser als Lehen übergeben worden. Als 1191 mit dem Tod von Konrad II. die männliche Linie der Grafen von Raabs erlosch, trat sein Schwiegersohn Friedrich I. dessen Erbe an. Mit der wohl um 1192 erfolgten Übernahme des Burggrafenamtes übernahmen die Zollern damit erstmals eine einflussreiche Rolle im mittelalterlichen Reich. Ab 1260 verlegten die Zollern dann ihre Residenz auf die westlich von Nürnberg gelegene Cadolzburg. In Nürnberg selbst wurde hingegen ein Burgamtmann als Vertreter eingesetzt. Dessen Aufgaben entsprachen in etwa denen eines Kastellans. Während des Bayerischen Krieges wurde die Burggrafenburg 1420 durch eine nächtliche Handstreichaktion unter Führung von Christoph Leininger, des wittelsbachischen Pflegers von Lauf, eingenommen und anschließend niedergebrannt. Die Burganlage wurde von den Zollern danach nicht wieder aufgebaut.
Nach der Zustimmung von König Sigismund schlossen Friedrich, seine Gemahlin und die erreichbaren Glieder seines Hauses am 27. Juni 1427 mit dem Rat und somit der Reichsstadt Nürnberg einen Vertrag über den Verkauf der Nürnberger Burg samt dem Amt der Veste und zusätzlichen Zugehörungen für 120 000 Gulden. Obwohl die fränkischen Hohenzollern auch danach noch den Namenszusatz Burggraf zu Nürnberg in ihrem Titel führten, bedeutete dieser Verkauf letztendlich doch das Ende der staatsrechtlichen Existenz der Burggrafschaft Nürnberg. Der nördliche, burggräfliche Anteil an der Burg lag somit seit dem Jahr 1420 in Trümmern. Nach dem Tod Konrad II. von Raabs (gest. ca. 1191) war der südliche Teil der Burggrafenburg an das Nürnberger Egidienkloster gegangen. Die Bemerkung des Nürnberger Stadtchronisten Sigismund Meisterlin wird dadurch verständlich, indem er die Burggrafenburg als parvum fortalitium, also als kleine Befestigung, bezeichnet. Mit dem Burganteil wurde auch der Besitz an den beiden Reichswäldern abgegeben, jedoch unter Vorbehalt des Geleitrechtes und Wildbannes, sowie des Zeidelgerichts in Feucht. Mit dem Verkauf war auch eine finanzielle Einbuße durch wegfallende Einnahmen aus der reichen Tuchmachervorstadt Wöhrd verbunden.
Der Grund für die Veräußerung war der finanzielle Engpass, in dem Friedrich sich befand. Er war hervorgerufen worden durch die hohen Schuldverpflichtungen der zahlreichen Neu-Erwerbungen und die kostspielige Übernahme der Mark Brandenburg, hier vor allem durch den Feldzug in der Uckermark. Schon 1424 hatte Friedrich auf die erst 1419 erworbene Nürnberger Reichsmünze gegen Erstattung einer Pfandablösesumme zu Gunsten der Stadt verzichten müssen. 1422 verhängte der Nürnberger Rat zudem eine Kreditsperre.

## Anlage

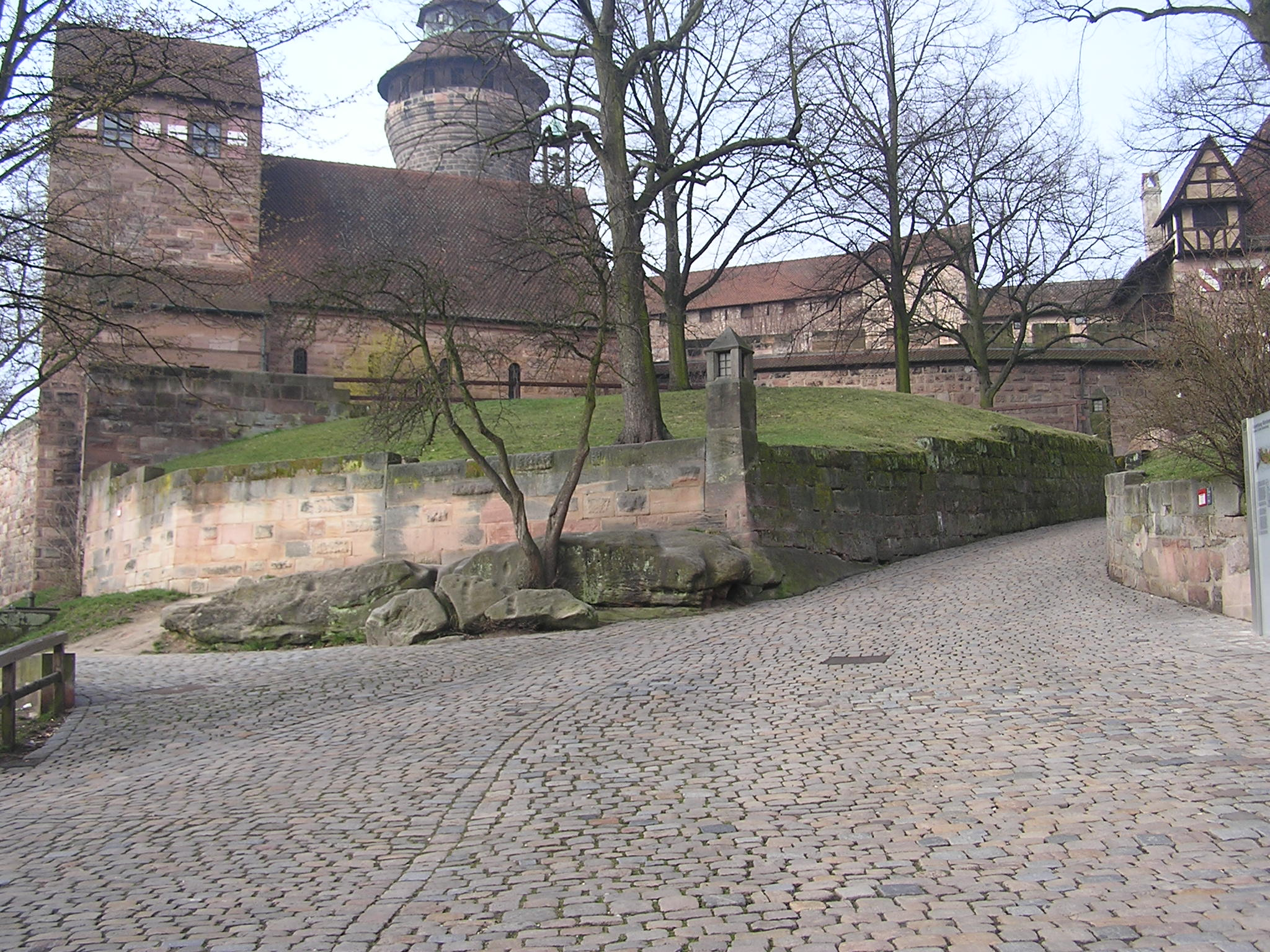
Das Areal der Anlage, rechts der Hohlweg, der den Trümmerschutt des zerstörten Hauptkomplexes säumt.

Bei den zur Burggrafenburg gehörenden Bauwerken handelt es sich um den Fünfeckturm, das im Kern auf die salische Epoche zurückgehende Burgamtmannshaus und die Reste des alten Vestnertores. Diese Burgteile sind nordseitig gelegen und grenzen unmittelbar an den Stadtgraben. Von der westlich gelegenen Kaiserburg war die Anlage durch eine hohe Schildmauer, den sogenannten heimlichen Wächtergang, sowie die ebenfalls noch zur Burggrafenburg gehörende Freiung abgetrennt. Die Südostseite der Burganlage wurde von der stadtseitig gelegenen Walburgiskapelle gebildet. Der heute zwischen dieser und dem Fünfeckturm verlaufende Hohlweg wird beidseitig vom Trümmerschutt des 1420 zerstörten Zentralkomplexes der Burggrafenburg gesäumt.